# کورتنی استودن
کورتنی استودن (انگلیسی: Courtney Stodden؛ زادهٔ ۲۹ اوت ۱۹۹۴) یک خواننده و مدل اهل ایالات متحده آمریکا است. کورتنی استودن در هنگامی که یگ بازیگر تلویزیونی آمریکایی بود، در ۱۶ سالگی با داگ هاچیسون، بازیگر ۵۱ سالهٔ فیلم مسیر سبز ازدواج نمود.